# Hideto Takahashi
Hideto Takahashi (jap. 高橋秀人 Hideto Takahashi; ur. 17 października 1987 r. w Gunma) - japoński piłkarz.

## Kariera klubowa
Od 2010 roku gra w zespole FC Tokyo.

## Kariera reprezentacyjna
Karierę reprezentacyjną rozpoczął w 2012 roku. Karierę reprezentacyjną zakończył w 2013 roku. W sumie w reprezentacji wystąpił w 7 spotkaniach. Został powołany na Puchar Konfederacji w piłce nożnej 2013.